# 遠山規方
遠山 規方（とおやま のりまさ、嘉永元年〈1848年〉 - 1916年〈大正5年〉11月25日）は、江戸時代の武士。明治時代の陸軍軍人。
最終階級は陸軍少将。位階および勲等は従四位・勲三等。

## 経歴
秋田藩士の子として生まれる。戊辰戦争に従軍し各地を転戦する。維新後、陸軍に入り西南戦争に出征した。後近衛連隊、近衛局などに配属された。日清戦争が始まると第四師団兵站部員として出征した。台湾兵站参謀長に転任し活躍する。
日清戦後より台湾守備歩兵第2連隊長、歩兵第20連隊長、熊本連隊区司令官、歩兵第46連隊長を歴任したが、1902年より休職。日露戦争時には復帰し出征し、黒溝台会戦で負傷。1906年に予備役に編入された。
大正5年11月25日卒去。墓所は谷中霊園にあったが、無縁墳墓となり撤去された。